# Pride 26
Pride 26: Bad to the Bone (faturado no mercado japonês como Renascer) foi um evento de artes marciais mistas promovido pelo Pride Fighting Championships. Aconteceu na Yokohama Arena em Yokohama, Japão em 8 de junho de 2003.

## Ligações Externas
- Site Oficial do Pride
- Sherdog.com